# Ja'Tavia Tapley
Ja'Tavia Kieara Tapley (Jacksonville, 23 giugno 1997) è una cestista statunitense.